# ジ・エイス・マウンテン〜第八の山岳
『ジ・エイス・マウンテン〜第八の山岳』(The Eighth Mountain)は、2019年に発売されたイタリアのパワーメタルバンド、ラプソディー・オブ・ファイアの12thアルバムである。

## 解説
- 本作品より新たなコンセプト・ストーリー「The Nephilim’s Empire Saga」が始まった。

## 収録曲
1. アビス・オブ・ペイン - Abyss of Pain
2. セヴン・ヒロイック・ディーズ - Seven Heroic Deeds
3. マスター・オブ・ピース - Master of Peace
4. レイン・オブ・フューリー - Rain of Fury
5. ホワイト・ウィザード - White Wizard
6. ウォリアー・ハート - Warrior Heart
7. ザ・カレッジ・トゥ・フォーギヴ - The Courage to Forgive
8. マーチ・アゲインスト・ザ・タイラント - March Against the Tyrant
9. クラッシュ・オブ・タイムズ - Clash of Times
10. ザ・レジェンド・ゴーズ・オン - The Legend Goes On
11. ザ・ウインド、ザ・レイン・アンド・ザ・ムーン - The Wind, the Rain and the Moon
12. テイルズ・オブ・ア・ヒーローズ・フェイト - Tales of a Hero's Fate
13. レイン・オブ・フューリー(日本語ヴァージョン) - Rain of Fury (Japanese Version)※

※日本盤ボーナス・トラック

## メンバー
- Giacomo Voli - vocals
- Roberto De Micheli - guitars
- Alex Staropoli - keyboards
- Alessandro Sala - bass
- Manu Lotter - drums